# Karaibska tajemnica
Karaibska tajemnica (ang. A Caribbean Mystery) – powieść Agathy Christie, napisana w 1964.

## Bohaterowie
- Jane Marple – miła starsza pani, detektyw amator. Jedna ze słynniejszych postaci Agathy Christie, pojawiająca się w wielu jej książkach.
- Molly i Tim Kendallowie – młode małżeństwo, zajmujące się prowadzeniem Hotelu Złota Palma.
- Major Palgrave – emerytowany starszy wojskowy, zanudzający współwczasowiczów historiami z młodości.
- Lucky i Gregory Dysonowie – młode amerykańskie małżeństwo. Ludzie głośni i towarzyscy. Przyjeżdżają na wyspę od dawna by obserwować ciekawe gatunki tutejszych owadów.
- Evelyn i Edward Hillingdonowie – spokojne, przykładne młode małżeństwo. Przyjaźnią się z Dysonami i wraz z nimi dzielą pasję.
- Jason Rafiel – ekscentryczny milioner w bardzo podeszłym wieku. Obecnie wymaga już stałej opieki. Ma wyjątkowo kąśliwy charakter, jednak pannie Marple i z nim udaje się znaleźć wspólny język.
- Esther Walters – młoda sekretarka Rafiela.
- Arthur Jackson – masażysta i pielęgniarz Rafiela.
- Doktor Graham – spokojny lekarz w starszym wieku.
- Pastor Jeremy Prescott – miły okrągły duchowny. Lubuje się w spokoju i stanowczo potępia wszelkiego rodzaju obmowy na bliźnich.
- Joan Prescott – kobieta w średnim wieku, siostra pastora. W przeciwieństwie do brata, bardzo lubi wiedzieć wszystko o każdym dookoła i wygłaszać różne złośliwe uwagi. Często jest z tego powodu ostro karcona przez brata.
- Victoria Johnson – wścibska pomoc hotelowa.
- Senora De Caspearo – starsza hiszpańska wczasowiczka, swoimi kąśliwymi uwagami pomogła pannie Marple odnaleźć zabójcę.

### Fabuła
Panna Jane Marple spędza wakacje na wyspie St Honore w rejonie Morza Karaibskiego. Spośród goszczących w Hotelu Złota Palma, starsza pani wybiera sobie wielu towarzyszy do rozmów. Jednym z nich jest major Palgrave, emerytowany wojskowy, powszechnie uznawany za nudziarza z powodu swoich opowiadanych na okrągło historyjek z frontu. Któregoś dnia jednak major opowiada pannie Marple historię pewnego bezwzględnego mordercy, zabijającego swoje kolejne żony. Twierdzi nawet, że udało mu się zdobyć zdjęcie przestępcy, które wciąż nosi w swoim portfelu jako pamiątkę. Kiedy major już wyjmuje fotografię i chce pokazać swojej towarzyszce, dostrzega nagle kogoś w przyhotelowym tłumie, po czym zmienia temat z wyraźną trwogą na twarzy.
Następnego dnia major zostaje znaleziony martwy w swoim pokoju. Obecny na miejscu doktor Graham stwierdza, że staruszek umarł na skutek nadużywanego alkoholu oraz nadciśnienia krwi, zwłaszcza, że wśród jego rzeczy znaleziono fiolkę z lekami na tę właśnie przypadłość. Nikt na wyspie nie widzi nic podejrzanego w śmierci majora, jednak podejrzliwa panna Marple sądzi, że Palgrave został zamordowany, a morderca z fotografii jest obecny na wyspie i chciał w ten sposób uniknąć ujawnienia. Na dodatek jest przekonana, że major nigdy nie wspominał jej o kłopotach ze zbyt wysokim ciśnieniem.
Niedługo później Victoria, rozplotkowana pokojówka ze Złotej Palmy, rozgłasza, że kiedy jakiś czas wcześniej sprzątała pokój majora, nie zauważyła w nim tabletek na nadciśnienie. Pozwala to przypuszczać, że ktoś specjalnie podrzucił fiolkę dla zachowania pozorów. Victoria wyraźnie wie więcej na temat całej sprawy, jednak następnego wieczoru zostaje znaleziona zasztyletowana w przyhotelowym ogrodzie.
Teraz w sprawę włącza się już policja. Po ekshumacji zwłok Palgrave'a wychodzi na jaw, że rzeczywiście został on otruty. Panna Marple również intensywnie pracuje nad rozwiązaniem sprawy. Jej pierwszym podejrzanym staje się Gregory Dyson, który, jak się okazuje, jest wdowcem. Za pomocą rozplotkowanej panny Prescott dowiaduje się też o czarnej przeszłości Lucky Hillington, która rzekomo odpowiada za śmierć pierwszej żony Gregory'ego. W otruciu kobiety miał jej pomóc Edward Hillington, który podobno już od pewnego czasu jest z żoną tylko dla pozoru, a jego prawdziwą sekretną miłością jest właśnie Lucky.
Po serii policyjnych przesłuchań, właścicielka hotelu, młoda Molly Kendall popada nagle w depresję i próbuje odebrać sobie życie. Po konsultacji lekarskiej okazuje się, że dziewczyna cierpi na zaburzenia psychiczne połączone z zanikami pamięci. To ona mogła być więc winna śmierci Victorii, zwłaszcza, że miejscowy służący twierdzi, że w noc śmierci pokojówki widział jak pani Kendall wychodziła z hotelu trzymając nóż.
Następnej nocy na terenie hotelu wybucha panika - Tim Kendall twierdzi, że jego żona zniknęła. Grupa poszukiwawcza dochodzi do pobliskiej zatoki, gdzie widzą zatopione ciało młodej jasnowłosej dziewczyny. Z początku wszyscy biorą zmarłą za Molly, potem jednak okazuje się, że jest to Lucky Dyson. Bezradna dotychczas panna Marple wreszcie zaczyna widzieć wyraźnie rozwiązanie zagadki.

## Rozwiązanie
Zabójcą okaże się Tim Kendall. To właśnie on jest wielokrotnym żonobójcą z fotografii majora i to on zamordował go w obawie o to, że cała sprawa wyjdzie na jaw. Kendall chciał, żeby śmierć majora wyglądała na naturalną, podrzucił więc do pokoju zmarłego fiolkę z lekiem na nadciśnienie. Przy tym jednak nakryła go Victoria, która później zażądała zapłaty za milczenie. Tim nie mógł sobie pozwolić na to, żeby ktoś miał na niego tak poważnego haka, dlatego pchnął dziewczynę nożem przy najbliższej okazji.
Następnie morderca próbował pozbyć się swojej obecnej żony, Molly. Miał bowiem na oku kolejną zamożną kobietę, Esther Walters, która wkrótce miała odziedziczyć pokaźny majątek po Rafielu. W celu zabicia Molly, Tim regularnie otumaniał ją narkotykami, tak by wszyscy uwierzyli, że jest chora psychicznie i zamierza popełnić samobójstwo. W ten sposób jako troskliwy mąż pozostałby poza podejrzeniami. Próbował więc zabić Molly, pozorując utopienie się, jednakże słaba widoczność w mroku i zbliżony kolor włosów sprawił, że Kendall wziął Lucky Dyson za Molly i to właśnie ją zamordował.
Kiedy panna Marple domyśla się prawdy, prosi o pomoc pana Rafiela. Starzec "wypożycza" jej swojego służącego, Jacksona, polecając, by był na każdy rozkaz panny Marple. W momencie kiedy Tim Kendall próbuje po raz kolejny zabić żonę, podając jej truciznę w szklance, staruszka poleca Jacksonowi obezwładnić go i wzywa policję.